# Jacqueline White
Jacqueline Jane White (27 de noviembre de 1922) es una actriz estadounidense, conocida por aparecer en Crossfire y en The Narrow Margin. White trabajó en MGM y en RKO durante la década de 1940 y 1950.

## Primeros años
White nació el 27 de noviembre de 1922, hija de Mr. y Mrs. Floyd Garrison White. Su primo, Frank Knox, fue Secretario de la Armada de los Estados Unidos. Nació en Beverly Hills, California. White estudió en la Escuela Secundaria de Beverly Hills y en la Universidad de California, Los Ángeles.
White y Lynn Merrick fueron amigas de la infancia hasta que White se mudó. White y Merrick se reencontraron en el casting de Three Hearts for Julia (1943).

## Carrera
El debut cinematográfica de White fue el resultado de su trabajo durante una clase de teatro en UCLA. Un director de casting la vio actuar en Ah, Wilderness! y le organizó una prueba de película. Esto hizo que White haga su primera aparición en Song of Russia (1944).
White usualmente trabajaba en películas B y en papeles secundarios en películas A. Una de sus películas más famosas fue Mystery in Mexico. Mientras estaba bajo contrato de Metro-Goldwyn-Mayer, White trabajó en papeles menores que no eran acreditados, mientras que en RKO llegó a aparecer en dos películas, Crossfire (1947) y The Narrow Margin (1952).
White hizo su primera aparición en un largometraje en Air Raid Wardens (1943) junto con El Gordo y el Flaco. Mientras que su primera película de género wéstern fue en Return of the Bad Men (1948), esto sucedió después de que dejara Metro-Goldwyn-Mayer por RKO Pictures.
White se casó en 1948, se mudó con su esposo en Wyoming en 1950. Mientras volvía a Los Ángeles por el nacimiento de su primer hijo, White tuvo la oportunidad de visitar a sus amigos que estaban en RKO Pictures, por Richard Fleischer y el productor Stanley Rubin, quién le ofreció para trabajar en The Narrow Margin (1952), a B-picture film noir. Siendo su último papel.

## Vida personal
El 12 de noviembre de 1948, White se casó con Neal Bruce Anderson en Westwood Hills. Se retiró en 1952. Residió con su esposo en Wyoming, donde inició un negocio petrolero.
White sigue activa desde 2005, frecuentemente hace apariciones en convenciones cinematográficas. En 2013, hizo una aparición anual en TCM Classic Film Festival.
Tras haberse retirado de la actuación y haber formado una familia, Jacqueline White actualmente tiene 5 hijos. Su esposo, Bruce, murió en 2000 y White actualmente reside en Houston, Texas.

## Filmografía
| Año  | Película                        | Personaje                |
| ---- | ------------------------------- | ------------------------ |
| 1942 | Dr. Gillespie's New Assistant   | Telefonista              |
| 1942 | Reunion in France               | Danielle                 |
| 1943 | Air Raid Wardens                | Peggy Parker             |
| 1943 | Three Hearts for Julia          | Kay                      |
| 1943 | That's Why I Left You           | Mary Thompson            |
| 1943 | Pilot ♯5                        | Chica en la fiesta       |
| 1943 | Swing Shift Maisie              | Grace                    |
| 1943 | A Guy Named Joe                 | Helen                    |
| 1944 | Song of Russia                  | Anna Bulganov            |
| 1944 | Easy Life                       | Pasajera en el tren      |
| 1944 | Thirty Seconds Over Tokyo       | Emmy York                |
| 1944 | Dark Shadows                    | Doctora Jean Smith       |
| 1946 | The Harvey Girls                | Harvey Girl              |
| 1946 | Magic on a Stick (Cortometraje) | Mrs. John Walker         |
| 1946 | Our Old Car (Cortometraje)      | Mrs. Nesbitt             |
| 1946 | The Show-Off                    | Clara Harlin             |
| 1947 | Banjo                           | Elizabeth Ames           |
| 1947 | Seven Keys to Baldpate          | Mary Jordan              |
| 1947 | Crossfire                       | Mary Mitchell            |
| 1948 | Night Song                      | Connie                   |
| 1948 | Return of the Bad Men           | Madge Allen              |
| 1948 | Mystery in Mexico               | Victoria Ames            |
| 1949 | Riders of the Range             | Priscilla "Dusty" Willis |
| 1950 | The Capture                     | Luana Ware               |
| 1952 | The Narrow Margin               | Ann Sinclair             |